# Железная дорога Корковаду
Железная дорога Корковаду — железная дорога зубчатого типа, ведущая от подножья к вершине горы Корковаду в черте города Рио-де-Жанейро. На вершине расположена знаменитая статуя Христа-Искупителя.

## История
Линия была открыта 9 октября 1884 года императором Педру II. Сначала поезда использовали паровую тягу, но в 1910 году дорога была электрифицирована (впервые в Бразилии). До официального открытия статуи Христа-Искупителя дорога периодически использовалась для подъёма частей монумента.
Ежегодно железной дорогой пользуется более 600 тысяч человек. Среди известных пассажиров в разное время были папа Пий XII, папа Иоанн Павел II, Альберт Эйнштейн и принцесса Диана.

## Технические данные
- Длина — 3,8 км
- Максимальная высота — 710 м
- Ширина колеи — 1000 мм
- Пропускная способность — 360 пассажиров в час
- Время в пути — 20 минут